# TV Jahn Wolfsburg
Der TV Jahn Wolfsburg ist ein Sportverein aus Wolfsburg. Der Verein wurde 1954 als reiner Turnverein gegründet.
Der Verein gliedert sich in 40 Sportarten. Dazu zählen American Football, Badminton, Ballett, Basketball, Capoeira, Cheerleading, Eiskunstlauf, Fanfarencorps, Fechten, Fitnessangebote, Fußball, Gymnastik / Gesundheitssport, Handball, Historische Tänze, Irish Dance, Judo, Karate, Moderndance / Jazzdance, Nordic Walking, Orientierungslauf, Pilates, Rock ’n’ Roll / Boogie Woogie, Rollkunstlauf, Schwimmen, Seniorensport, Skigymnastik, Stepptanz, Streetdance / Hip-Hop, Tennis, Tischtennis, Turnen, Volleyball, Yoga.

## Abteilung Schwimmen
Die größten Erfolge konnte der TV Jahn Wolfsburg bei den Schwimmern erzielen, wo die Damen-Staffel des Vereins bei den Deutschen Meisterschaften 2018 über 4 × 100 m Freistil den achten Platz belegte.
Erfolgreichste Schwimmerin des Vereins war die 15-fache Deutsche Meisterin Janne Schäfer. Sie wurde viermal Europameisterin über 50 m Brust, davon dreimal auf der Kurzbahn sowie zweimal Europameisterin mit der deutschen Lagenstaffel.

## Ehemalige Abteilung Eishockey
1971 schloss sich der SEC Wolfsburg, der im Eisstadion am Pferdeturm in Hannover gespielt hatte – in Wolfsburg gab es damals noch keine Eishalle –dem TV Jahn Wolfsburg an. Ab 1973 spielte die Mannschaft des TV Jahn in Altenau. Sie spielte zeitweise in der Regionalliga und stieg zur Saison 1981/82 in die Oberliga auf, wobei die letzten Spiele in Braunschweig stattfanden. Nach der Saison ging der Verein in Konkurs. Der Verein wurde wieder gegründet und bezog 1984 den neu gebauten Eispalast Wolfsburg. 1986 wurde die Eishockeyabteilung dann als ESC Wolfsburg ausgelagert. Aus dessen Fanclub Grizzly Adams entstanden die heutigen Grizzlys Wolfsburg, die in der Deutschen Eishockey Liga spielen.